# Buluan
Buluan (Bayan ng Buluan) är en kommun i Filippinerna. Kommunen ligger på ön Mindanao, och tillhör provinsen Maguindanao. Folkmängden uppgår till 51 098 invånare.
Buluan är indelat i 7 barangayer.